# Jamindan, Capiz
Jamindan là một đô thị hạng 4 ở tỉnh Capiz, Philippines. Theo điều tra dân số năm 2000 của Philipin, đô thị này có dân số 33.966 người trong 6.850 hộ.

## Các đơn vị hành chính
Jamindan được chia thành 30 barangay.
| - Agambulong - Agbun-od - Agcagay - Aglibacao - Agloloway - Bayebaye - Caridad - Esperanza - Fe - Ganzon - Guintas - Igang - Jaena Norte - Jaena Sur - Jagnaya | - Lapaz - Linambasan - Lucero - Maantol - Masgrau - Milan - Molet - Pangabat - Pangabuan - Pasol-o - Poblacion - San Jose - San Juan - San Vicente - Santo Rosario |